# Carousel of Progress
Pour les articles homonymes, voir Carousel.
Carousel of Progress (« le carrousel du progrès ») est une attraction des parcs Disney originellement conçue par Walt Disney pour la Foire internationale de New York en 1964-1965. L'attraction consistait en un voyage d'une famille ordinaire à travers le XXe siècle et au-delà. L'attraction ouvrit d'abord à la foire internationale puis fut transférée à Disneyland avant d'être à nouveau transférée au Magic Kingdom de Walt Disney World Resort où elle est toujours en opération.

## Historique
Carousel of Progress était originellement nommé Progressland Carousel Theater et était l'attraction phare du pavillon de General Electric à la Foire internationale de New York 1964-1965. À la fermeture de la foire, le contenu du pavillon fut transféré à Disneyland dans le théâtre d’America Sings pour devenir une partie du Carousel of Progress et ouvrit le 2 juillet 1967. Les éléments y restèrent jusqu'au 9 septembre 1973 lorsqu'ils furent transférés au Magic Kingdom de Walt Disney World Resort. L'ouverture n'eut lieu que le 15 janvier 1975. Pour l'occasion l'attraction reçut une nouvelle mélodie composée par les frères Sherman, Now Is The Best Time of Your Life qui remplaça There's A Great Big Beautiful Tomorrow des mêmes compositeurs et proposée depuis 1964.
En 1985, l'attraction s'est vu retirer toutes les références à l'ancien partenaire GE et des mises à jour furent faites pour supprimer les éléments désuets. En 1993 l'attraction fut à nouveau fermée pour d'autres révisions. Elle rouvrit sous le nom de Walt Disney's Carousel of Progress en 1994 avec la chanson originale et un nouveau narrateur Jean Shepherd. En tant que spectacle continu, l'attraction se revendique comme étant le spectacle le plus représenté dans l'histoire du théâtre américain.
Le spectacle lui-même a été menacé de fermeture à la fin des années 1990 et fut présenté saisonnièrement durant quelques années avant de revenir à la normale. Une rumeur indique que le spectacle devrait être supprimé au profit d'une version modernisée de l'attraction des Soucoupes Volantes existante à Disneyland dans les années 1960. Dans les propos conservés de Walt Disney, ce dernier déclare que le Carrousel of Progress est son attraction préférée et qu'il souhaitait qu'elle soit pour toujours en opération.

### Les précurseurs
Ce spectacle n'est pas apparu d'un coup sous l'idée géniale de Walt Disney ou son équipe. C'est une amélioration et une revisite anecdotique de certains films industriels conçus par des entreprises américaines d'électroménager et autres objets pour présenter leurs produits et comment ils changeront les usages domestiques et amélioreront la vie. Le désir de vendre durant la Grande Dépression et les projets d'électrification des zones rurales durant la politique du New Deal furent les deux moteurs de ces films.
D'un autre côté, l'exposition Century of Progress de 1933 au Musée des sciences et de l'industrie de Chicago, à laquelle Walt Disney aurait assisté, comprenait à l'entrée quatre salles représentant l'intérieur typique des maisons de Chicago des quatre décennies précédant l'exposition.

## Le spectacle
Le spectacle Carousel of Progress est divisé en six sections, chacune visible grâce à la rotation de la partie assise de la salle autour d'une scène circulaire centrale. Le but de ce spectacle est de montrer la progression technologique d'une famille moyenne à travers la première moitié du XXe siècle. Chacune des quatre principales scènes présente la cuisine-salon de la famille à une époque différente à la fois du siècle et de l'année en fonction des saisons.
- La première section sert à l'entrée des spectateurs. Un vaste rideau de théâtre partiellement ouvert au milieu laisse apparaitre le logo de l'attraction. Le narrateur fait une brève présentation du lieu.
- La première scène (seconde section) présente la famille au début du XXe siècle, avec des objets rares comme une pompe manuelle pour l'eau de l'évier dans la cuisine ou un poêle à charbon. Elle se déroule à l'approche du printemps et plus précisément le jour de la Saint-Valentin comme l'indique le père de la famille (le narrateur).
- La seconde scène donne une vue des années 1920. La famille commence à avoir des objets électriques mais des cordes sont visibles au plafond pour accrocher le linge tandis qu'une plaque électrique est visible. Cette scène prend place en été, un 4 juillet. Une référence donnée par la radio à propos de Charles Lindbergh permet même préciser que c'est l'année 1927[2],[3].
- La troisième scène présente les années 1940 avec l'électricité partout. La télévision est dans la cuisine, la mère mélange de la peinture avec un mixeur à gâteau pour Halloween — ce qui permet de définir la saison comme étant l'automne — tandis que la fille expérimente les derniers équipements d'exercices.
- La scène finale propose le futur avec la famille réunie pour Noël, donc durant l'hiver. La grand-mère et le fils jouent à un jeu vidéo en réalité virtuelle tandis que le père tente de contrôler le four par la voix. Le spectacle se termine par la mère faisant un commentaire sur le fait que la technologie ne cessera d'évoluer.
- La dernière section est identique à la première. Le narrateur conclut l'attraction et le public quitte la salle.

La chanson There's a Great Big Beautiful Tomorrow sert de transition entre les scènes et de conclusion lors de la scène finale.
Chacune des sections est programmée à la seconde et est synchronisée avec la bande sonore. Lors des changements de section, la musique du thème est elle aussi synchronisée avec des adaptations subtiles pour les transitions. En raison de la rotation, deux faits sont possibles :
- Chaque section est visible simultanément par deux groupes de personnes lors de la rotation.
- Le temps de remplissage et vidage des salles est limité. Si la rotation ne peut pas avoir lieu dans les temps, les visiteurs verront la même scène deux fois de suite.

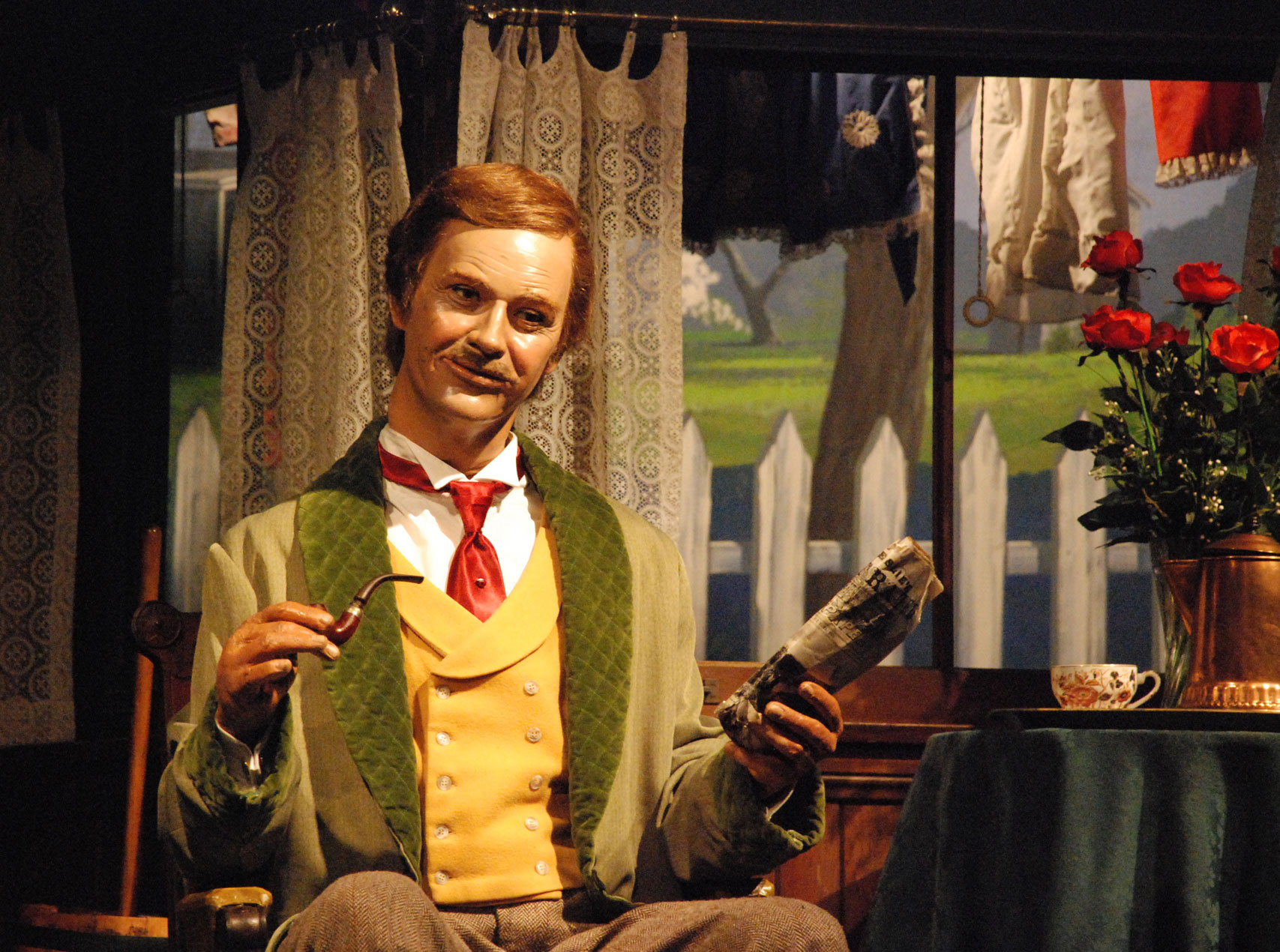
Le père vers 1900
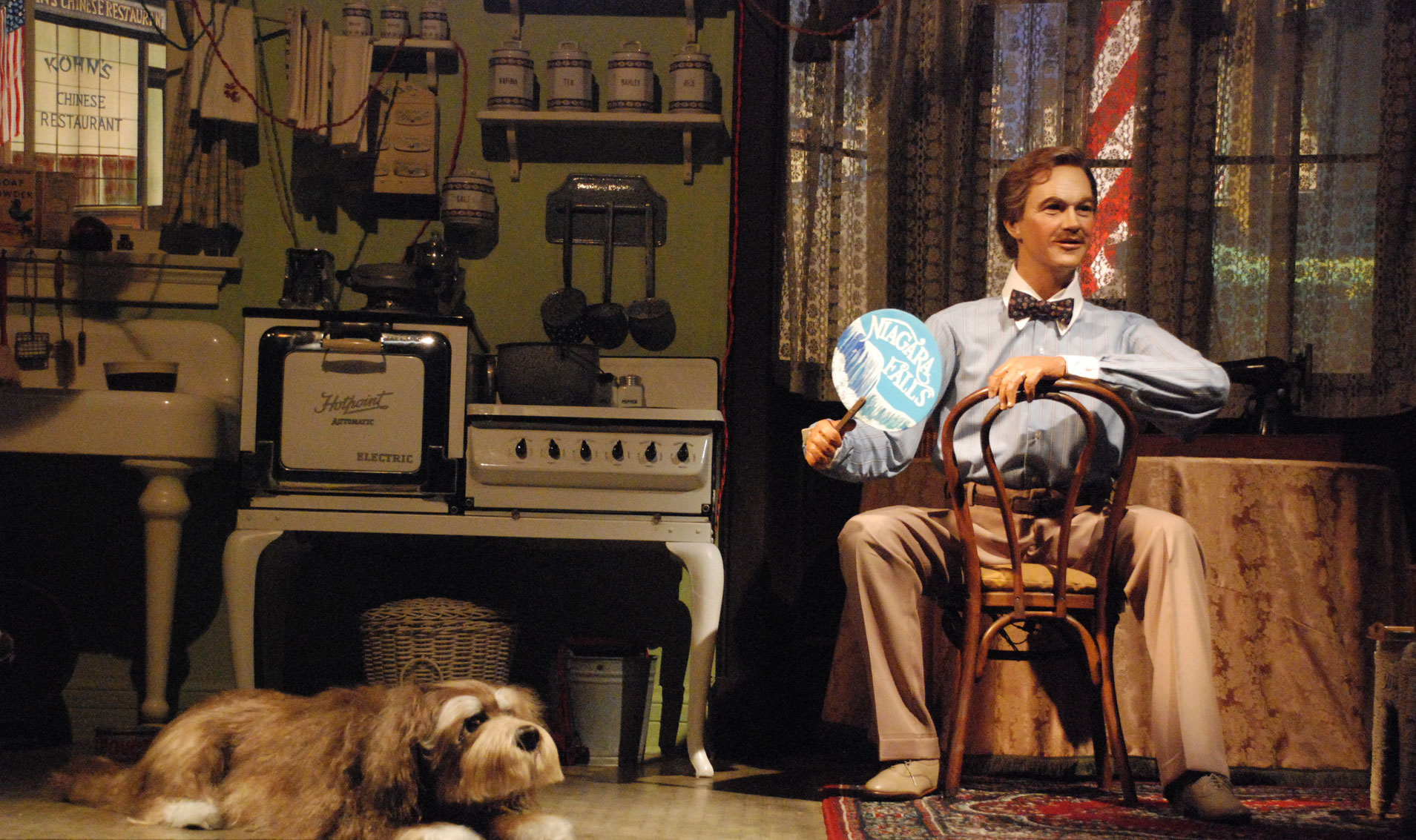
Le père vers 1920
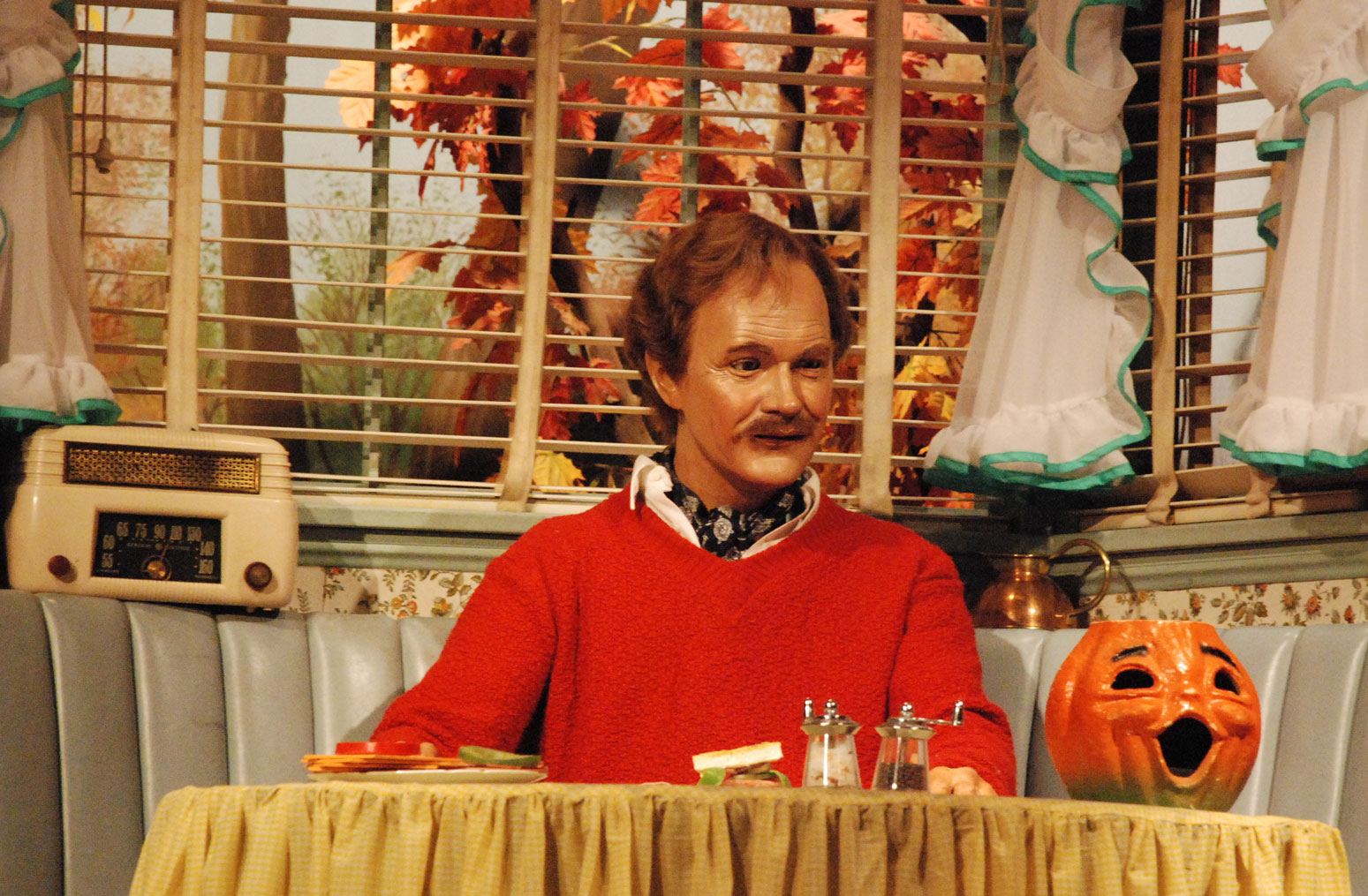
Le père vers 1940
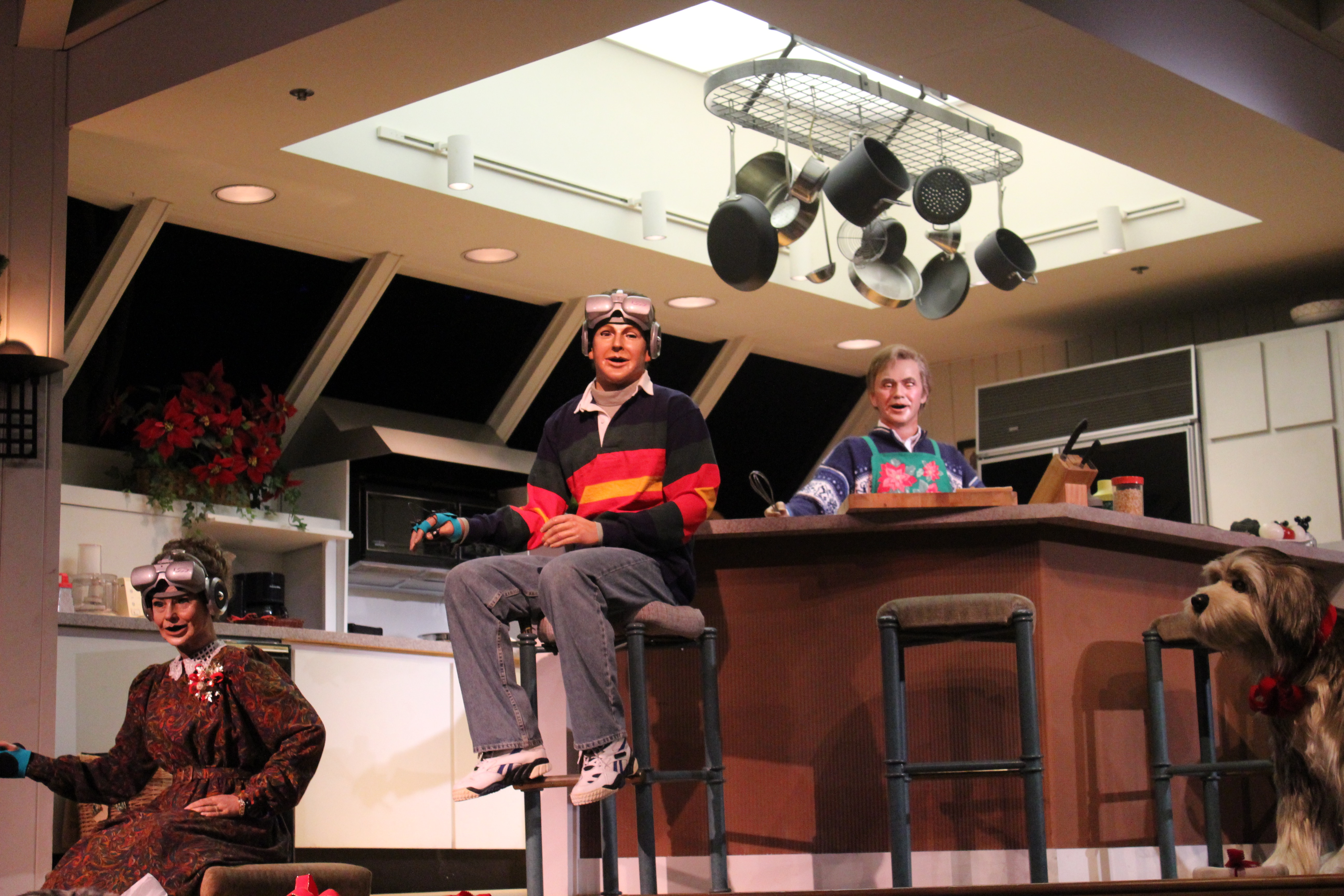
Le père, la grand-mère et le fils dans la dernière scène

## Les attractions

### Disneyland
Un bâtiment circulaire a été construit spécialement pour l'attraction en 1964, il évoque celui de GE lors de la foire internationale de New York mais sans la « dentelle » de la toiture. L'attraction a été fermée en 1973 pour être remplacée par America Sings (1974-1988) puis diverses attractions n'utilisant plus le principe de théâtre rotatif.
- Ouverture : 2 juillet 1967[1]
- Fermeture : 9 septembre 1973[1]
- Conception : WED Enterprises
- Partenaire : General Electric
- Audio-animatronics : 32
- Durée : 20 min 45
- Sens de rotation : dextre
- Ticket requis : aucun
- Type d'attraction : Théâtre rotatif avec audio-animatronics
- Situation : 33° 48′ 43″ N, 117° 55′ 00″ O
- Attraction suivante : America Sings (1974-1988)

### Magic Kingdom
L'attraction fut transférée depuis Disneyland en 1975. En 1985, l'attraction perdit son partenariat avec GE. En 1993 l'attraction fut fermée pour des révisions et rouvrit sous le nom de Walt Disney's Carousel of Progress en 1994 avec la chanson originale et un nouveau narrateur Jean Shepherd.
- Ouverture : 15 janvier 1975[1]
- Rénovations :
  - Mise à jour du final et perte du sponsor : 10 mars 1985[4]
  - Changement de la chanson pas There's A Great Big Beautiful Tomorrow : 1994[1]
- Conception : WED Enterprises
- Partenaire : General Electric (1973-1985)
- Audio-animatronics : 32
- Places assises : 226
- Durée : 20 min 45
- Type d'attraction : Théâtre rotatif avec audio-animatronics
- Situation : 28° 25′ 04″ N, 81° 34′ 44″ O

## Autres versions et attractions liées
En 1983, le pavillon-attraction Horizons ouvrit à Epcot, lui aussi en partenariat avec General Electric. L'attraction poursuit l'histoire de la famille présentée dans Carrousel of Progress avec la mère et le père imaginant leur vie future sur la terre et dans l'espace. Mais l'attraction, qui était un parcours scénique avec audio-animatronics et écran IMAX et non pas un spectacle, ferme en 1999.
Aussi en 1983, Meet the World, à Tokyo Disneyland, utilisa le même principe de théâtre rotatif avec audio-animatronics pour présenter l'histoire du Japon sur plusieurs siècles. Elle ferme en 2002.
Le principe de l'attraction a également été repris en dehors des parcs Disney par Europa-Park qui ouvre en 1990 un théâtre rotatif proposant aujourd'hui le spectacle Europa-Park Historama.

## Anecdotes
- Les chiens avaient en fonction des scènes des noms différents : Rover, Sport, Buster et Queenies. En 1994, ils ont tous été renommés Rover[3]. Rover est le premier nom de Pluto.
- La séquence des années 1920 peut être datée plus précisément à l'année 1927 en raison d'une mention de l'exploit de Charles Lindbergh dans l'émission de radio[3]. Cet exploit est à l'origine du synopsis du premier Mickey Mouse, Plane Crazy (1928).
- L'acteur Rex Allen, qui a prêté sa voix au grand-père dans la dernière version de l'attraction, avait prêté sa voix au père dans la version de New York en 1964-1965[3].
- Quelques scènes du film de science-fiction À la poursuite de demain (Tomorrowland de Brad Bird, 2015) ont été tournées dans l'attraction.